# Pentzia cooperi
Pentzia cooperi là một loài thực vật có hoa trong họ Cúc. Loài này được Harv. mô tả khoa học đầu tiên.